# Sandman: Fábulas y reflejos
Sandman: Fábulas y reflejos (en inglés, The Sandman: Fables & Reflections) es la sexta novela gráfica de la colección de historietas de The Sandman, creada por Neil Gaiman y publicada por DC Comics. Corresponde a una recopilación de números autoconclusivos. Contiene los números 29 al 31, 38 al 40, y 50 de la colección regular. Estos números narran historias de la antigüedad hasta la modernidad, incluyendo a personajes tales como el califa abasí Harún al-Rashid, el autoproclamado «emperador de los Estados Unidos», Joshua A. Norton, o Lady Johanna Constantine, una invención de Gaiman basada en el personaje de Alan Moore, John Constantine. Además, contiene una breve historia de Vertigo preview, y el Especial N.° 1, titulado El canto de Orfeo, un número conformado por cuatro capítulos más un epílogo, que narra la historia del hijo de Morfeo.
Los distintos números fueron dibujados por Kent Williams, Stan Woch, Bryan Talbot, Shawn McManus, Duncan Eagleson, John Watkiss, Jill Thompson y P. Craig Russell. En cuanto a los entintadores, están Kent Williams, Dick Giordano, Stan Woch, Shawn McManus, Vince Locke, John Watkiss, Mark Buckingham y P. Craig Russell. Los colores estuvieron a cargo de Sherilyn van Valkenburgh, Daniel Vozzo y Lovern Kindzierski. El rotulador original fue Todd Klein, y como en todos los números de la serie original de The Sandman, las portadas son obra de Dave McKean.

## Historia editorial
Cronológicamente, los primeros tres números de este tomo que se publicaron fueron los números 29, 30 y 31 de la serie regular (agosto, septiembre y octubre de 1991, respectivamente), que se encontraban entre los arcos argumentales de Sandman: Estación de nieblas y Sandman: Juego a ser tú y que fueron publicados como parte de una breve serie de historias autoinclusivas, llamada Sandman: Espejos distantes (en inglés, The Sandman: Distant Mirrors).
Luego viene el Especial N.° 1 de The Sandman, llamado La canción de Orfeo, que se publicó en noviembre de 1991, el mismo mes en que inició Sandman: Juego a ser tú. Este es un número más extenso que los demás, dividido en cuatro capítulos más un epílogo. Los hechos que aquí se narran son los que tienen mayor relevancia de todos los de este tomo en el arco argumental general de The Sandman.
Después sigue la breve historia Miedo a caer, publicado entre los números 33 y 34 de la serie regular, el 1 de enero de 1992, como parte de una promoción para el próximo lanzamiento de Vertigo, sello editorial perteneciente a DC Comics y que inició oficialmente sus operaciones en 1993.
Luego vienen los números 38, 39 y 40 de la serie regular, publicados originalmente en junio, julio y agosto de 1992, respectivamente, entre los arcos argumentales de Sandman: Juego a ser tú y Sandman: Vidas breves. De forma análoga a Espejos distantes, estos tres números formaron una serie de historias autoinclusivas, denominada Sandman: Convergencia (en inglés, The Sandman: Convergence).
Finalmente, el número 50 de la serie regular, publicado en junio de 1993, entre los arcos argumentales de Sandman: Vidas breves y Sandman: El fin de los mundos, se publicó originalmente como cuarto número de la serie Espejos distantes. Inicialmente, el número 50 (Ramadán) se pensó para publicarse como el número 32, pero sufrió de algunos retrasos que demoró su publicación.

## Contenido
El contenido de esta novela gráfica varía dependiendo de la editorial. La edición de Norma Editorial incluye una introducción de Gene Wolfe y biografías breves de los participantes del tomo.[cita requerida]
La edición de ECC Ediciones, incluye una sección de biografías breves de Gaiman, Williams, Talbot, McManus, Thompson, Russell, Vozzo y McKean.

## Títulos
Al ser números independientes entre sí, el orden en que aparecen en el tomo varía dependiendo de la editorial. En este caso, se considera el orden de ECC Ediciones. Cuando aparecen dos títulos en español, el primero es de la traducción original de Norma Editorial, mientras que el segundo de la traducción para ECC Ediciones.
| #               | Título                                                                                    | Título original                                                      | Fecha      | Guion  | Dibujo   | Tinta      | Color       | Rotulación | Portada | Edición   | Edición  | pp.          |
| #               | Título                                                                                    | Título original                                                      | Fecha      | Guion  | Dibujo   | Tinta      | Color       | Rotulación | Portada | ejecutiva | asociada | pp.          |
| --------------- | ----------------------------------------------------------------------------------------- | -------------------------------------------------------------------- | ---------- | ------ | -------- | ---------- | ----------- | ---------- | ------- | --------- | -------- | ------------ |
| Vertigo Preview | Miedo a caer                                                                              | Fear of Falling                                                      | 1 ene 1992 | Gaiman | Williams | Williams   | Valkenburgh | Klein      | McKean  | Berger    | –        | 10           |
| 29              | Termidor                                                                                  | Thermidor                                                            | ago 1991   | Gaiman | Woch     | Giordano   | Vozzo       | Klein      | McKean  | Berger    | Kwitney  | 24           |
| 30              | Agosto                                                                                    | August                                                               | sep 1991   | Gaiman | Talbot   | Woch       | Vozzo       | Klein      | McKean  | Berger    | Kwitney  | 24           |
| 31              | Tres septiembres y un enero                                                               | Three Septembers and a January                                       | oct 1991   | Gaiman | McManus  | McManus    | Vozzo       | Klein      | McKean  | Berger    | Kwitney  | 24           |
| 38              | La caza                                                                                   | The Hunt                                                             | 1 jun 1992 | Gaiman | Eagleson | Locke      | Vozzo       | Klein      | McKean  | Berger    | Kwitney  | 24           |
| 39              | Lugares blandos                                                                           | Soft Places                                                          | jul 1992   | Gaiman | Watkiss  | Watkiss    | Vozzo       | Klein      | McKean  | Berger    | Kwitney  | 24           |
| Especial N.° 1  | El canto de Orfeo La canción de Orfeo Capítulo 1 Capítulo 2 Capítulo 3 Capítulo 4 Epílogo | The Song of Orpheus Chapter 1 Chapter 2 Chapter 3 Chapter 4 Epilogue | nov 1991   | Gaiman | Talbot   | Buckingham | Vozzo       | Klein      | McKean  | Berger    | Roeberg  | 48 12 14 8 2 |
| 40              | El parlamento de los grajos                                                               | The Parliament of Rooks                                              | ago 1992   | Gaiman | McManus  | McManus    | Vozzo       | Klein      | McKean  | Berger    | Kwitney  | 24           |
| 50              | Ramadán                                                                                   | Ramadan                                                              | jun 1993   | Gaiman | McManus  | McManus    | Kindzierski | Klein      | McKean  | Berger    | Roeberg  | 32           |

En los créditos de casi todos los números se menciona además a Gaiman, Kieth y Dringenberg como creadores de los personajes de The Sandman. Las únicas excepciones donde no se menciona esto es en el número 39, Lugares blandos, y en el Especial N.° 1, La canción de Orfeo, donde no se incluye ningún crédito.